# Aleksandra Pałasz
Aleksandra Pałasz – polska chemik, doktor habilitowany nauk chemicznych.

## Życiorys
W 1990 r. ukończyła studia chemiczne na Uniwersytecie Jagiellońskim, w 1997 r. obroniła pracę doktorską pt. Synteza wielofunkcyjnych 3,4-dihydro-2H-piranów w reakcjach cykloaddycji heterodienowej, której promotorem była prof. Krystyna Bogdanowicz-Szwed, w 2016 r. habilitowała się na podstawie pracy zatytułowanej Rozszerzenie zakresu stosowalności reakcji cykloaddycji hetero-Dielsa−Aldera 1-oksa-1,3-butadienów i alkenów - poszukiwania nowych heterodienów i dienofili oraz reakcji mających potencjalne zastosowanie w chemii bioortogonalnej. 
Pracuje na stanowisku adiunkta i kierownika w Zakładzie Chemii Organicznej na Wydziale Chemii Uniwersytetu Jagiellońskiego.